# Chironico
Chironico é uma comuna da Suíça, no Cantão Tessino, com cerca de 439 habitantes. Estende-se por uma área de 57,7 km², de densidade populacional de 7 hab/km². Confina com as seguintes comunas: Anzonico, Chiggiogna, Dalpe, Faido, Frasco, Giornico, Lavizzara, Sonogno.
A língua oficial nesta comuna é o Italiano.